# 宜家天津中北商场
宜家天津中北商场，位于天津市西青区中北镇万卉路7号，是中国第27家宜家商场，天津市第2家宜家商场，2019年6月27日开业，建筑面积55000平方米。

## 营业时间
- 商场营业时间：10:00 - 21:00
- 餐厅营业时间：9:00 - 20:30

## 交通方式

### 公交
- 669路：中北乐园站下车
- 366路，616路，通勤616路，645路：曹庄花市站下车
- 620路，714路，909路：阜锦道站下车
- 366路，385专线，603路：曹庄地铁公交站下车

### 地铁
█ 2号线曹庄站下车后南行800米，见宜家商场指示牌。

## 相关页面
宜家天津东丽商场